# Internet à Cuba
 (juillet 2020).

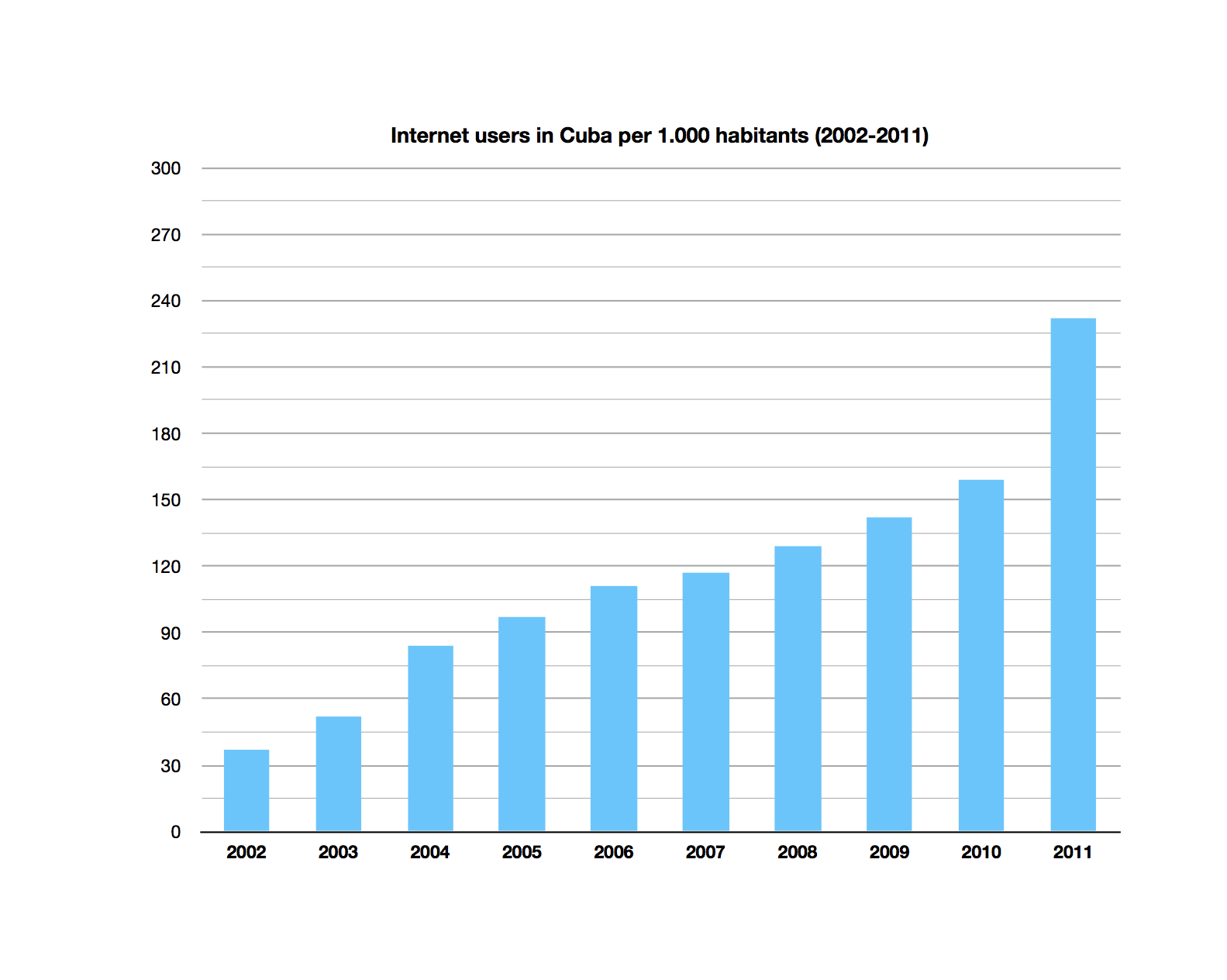
Nombre d'internautes pour 1000 habitants de 2002 à 20110

Corrélation du PIB par tête avec le nombre d'internautes. Données de 2013.

L'accès à Internet à Cuba est caractérisé par un faible taux de connexion, un débit limité, un coût élevé et une censure active. Internet est introduit à la fin des années 1990, mais en raison du manque de financement, des restrictions gouvernementales et de l'embargo des États-Unis contre Cuba, son usage évolue peu. À partir de 2007, la situation commence à s'améliorer, avec l'ouverture des premiers cyber-café. En 2014, les performances technologiques et le taux de pénétration de 30 pour cent étaient en augmentation. En 2022, ce taux atteint 73.2 pour cent.

## Histoire
La première connexion de Cuba est un lien de 64 kbit/s posé par Sprint vers les États-Unis, qui est créée en septembre 1996. Depuis son introduction dans la fin des années 1990, l'expansion de l'accès à internet à Cuba a stagné. Plusieurs facteurs expliquent cette stagnation :
- Le manque de financement, en raison du mauvais état de l'économie cubaine après la chute de l'Union Soviétique et la peur d'un financement étranger à Cuba[7].
- L'embargo des États-Unis, ce qui a retardé la construction d'un câble sous-marin, et rend difficile l'obtention de matériel réseau[8].

Les réglementations américaines ont été modifiées afin d'encourager les liens de communication avec Cuba. Le président Obama annonce en 2009 que les États-unis permettraient à des entreprises américaines de fournir un service internet à Cuba. Toutefois, le gouvernement cubain rejette l'offre et préfère travailler avec le Venezuela.
Le Venezuela déploie ALBA-1, un câble sous-marin à fibre optique reliant Cuba au Venezuela, avec la technologie Alcatel Shanghai Bell. Posé en 2011 et annoncé fonctionnel en mai 2012,,,,, il n'est effectivement mis en service qu'en janvier 2013.
Le gouvernement américain lève partiellement en 2014 l'interdiction faite à Google de proposer ses programmes à Cuba.
Le premier WiFi public est déployé en juillet 2015.
En janvier 2016, les États-Unis proposent la pose d'un câble sous-marin reliant la Floride à Cuba.
Au début de 2016, ETEC S. A., opérateur d'État, a commencé un programme pilote pour le déploiement du haut débit dans les domiciles cubains.
En 2016, Amnesty International évalue à 5 % la part des foyers ayant accès à Internet.
Le 6 décembre 2018, l'opérateur Etesca lance l'internet mobile sur l'île, au tarif de 10 centimes de dollar par mégaoctet, et des forfaits allant de 7 $ pour 600 Mo à 30 $ pour 4 Go, cette dernière somme valant environ le salaire moyen cubain.
À partir du 29 juillet 2019, avoir une connexion à domicile devient autorisé.
En janvier 2021, on compte 4,2 millions d'utilisateurs de l'internet mobile, pour une population de 11,2 millions d'habitants. Cela permet l'émergence de groupes d'entraide de la population, d'entreprises mais aussi de contestation politique.
| 2000 | 2001 | 2002 | 2003 | 2004 | 2005 | 2006  | 2007  | 2008  | 2009  | 2010  | 2011  | 2012  | 2013  | 2014  | 2015  | 2016  | 2017  | 2018  | 2019  | 2020 |
| 0,54 | 1,08 | 3,77 | 5,24 | 8,40 | 9,73 | 11,16 | 11,69 | 12,94 | 14,33 | 15,90 | 16,02 | 21,20 | 27,93 | 29,07 | 37,30 | 42,97 | 57,14 | 62,67 | 67,97 | 74   |

À la suite des manifestations du 11 juillet 2021 à Cuba, les autorités cubaines promulguent une première loi sur la cybersécurité afin de pénaliser la « subversion sociale » qui peut « troubler l’ordre public » et « promouvoir l’indiscipline ».

## Statut
L'infrastructure intérieure est vétuste et uniquement adaptée aux débuts de l'Internet. Il n'y a pratiquement pas de haut débit à Cuba. Le réseau GSM est limité à la 2G et a une couverture limitée. Il ne permet que l'utilisation de la voix et des SMS, sans possibilité d'Internet mobile. les communications avec le reste du monde sont assurées par les satellites Interspoutnik et les lignes téléphoniques vieillissantes avec les États-Unis. Selon Larry Press de l'Université de Californie, le débit est de 209 Mbit/s en téléversement et 379 Mbit/s en téléchargement en janvier 2011.
Environ 30 % de la population (3 millions d'utilisateurs, 79e mondial) avaient accès à internet en 2012. Du fait de l'accès par satellite, le coût est élevé. Le coût moyen d'une heure de connexion dans un cybercafé est d'environ 1,50$ pour le réseau national et 4,50$ pour le réseau international, alors que le salaire mensuel moyen est de 20$. La possession d'un PC est devenue possible à partir de 2008. Les autorités priorisent le trafic des lieux de travail, universités ou centres de recherche.
L'accès à l'internet mondial coûte en 2019 un dollar de l'heure, alors que le salaire mensuel moyen est de 50 dollars. Le prix d'accès à l'intranet national est dix centimes de dollars de l'heure, soit dix fois moins cher.
Le réseau du gouvernement et des touristes n'est pas le même que celui pour la majorité de la population, qui bénéficie d'un Intranet national, comportant un service de courriel en correo.cu, une encyclopédie EcuRed, et des sites du gouvernement. Cet Intranet national peut être comparé au Kwangmyong utilisé par la Corée du Nord ou à ce que propose de faire l'Iran.

## Censure

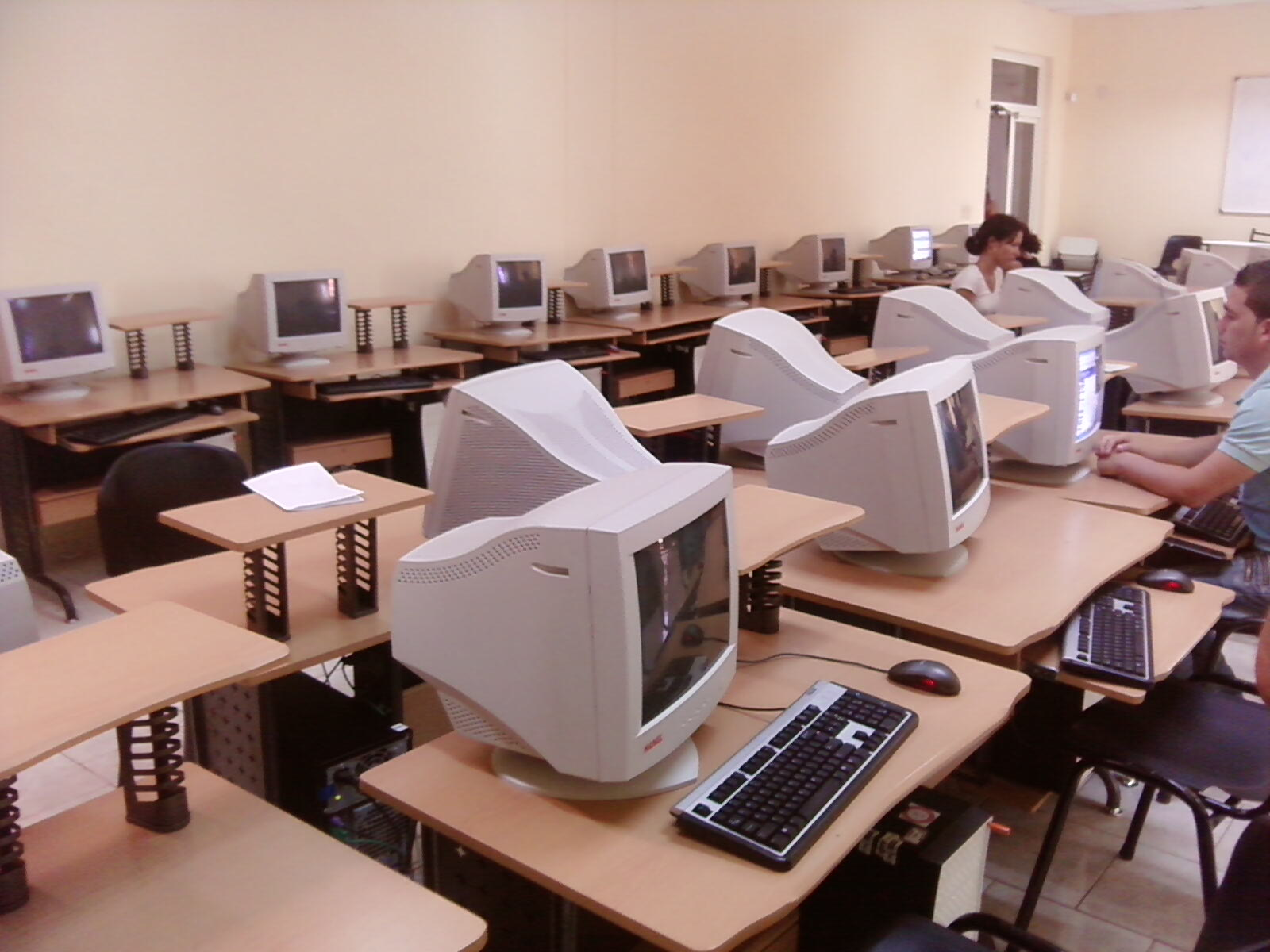
Le laboratoire d'informatique de l'Université de Sciences de l'Information à la Havane, l'un des principaux centres informatiques à Cuba.

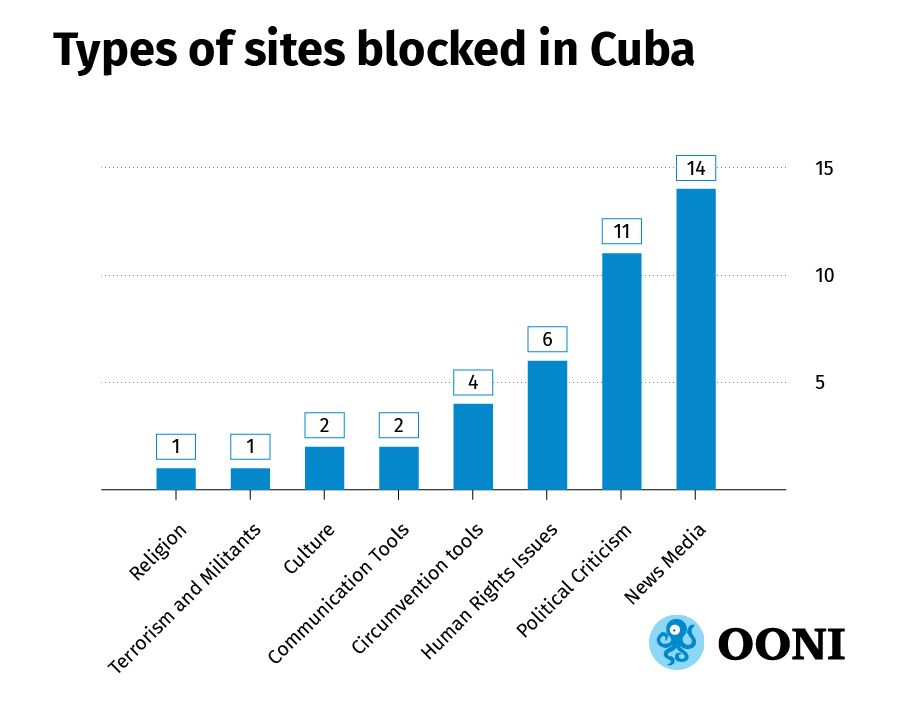
Typologie des sites bloqués à Cuba.

L'Internet cubain est parmi les plus étroitement contrôlé dans le monde En 2004, la Fédération Internationale des Associations de bibliothécaires a exprimé sa profonde préoccupation au sujet de la poursuite des violations du droit fondamental à la liberté d'accès à l'information et à la liberté d'expression à Cuba. Le niveau de filtrage d'Internet à Cuba n'est pas classé par l'OpenNet Initiative en raison du manque de données.
La montée des médias numériques à Cuba, conduit le gouvernement à s'inquiéter. WikiLeaks révèle en décembre 2010 que, selon les données américaines, le gouvernement cubain a plus peur de ses blogueurs que des dissidents « classiques ». Le gouvernement a augmenté sa présence virtuelle avec un nombre de blogs pro-régime en hausse depuis 2009.
Reporters Sans Frontières évoque la « diabolisation des blogueurs et des réseaux sociaux ».
Tous les documents destinés à la publication sur l'Internet doivent d'abord être approuvés par le Registre National des Publications en Série. Les fournisseurs de services peuvent ne pas accorder l'accès à des personnes non approuvés par le gouvernement. Un rapport a constaté que de nombreux sites étrangers ne sont pas bloqués, mais la lenteur des connexions ainsi que les technologies obsolètes rendent le chargement de ces sites impossible. Plutôt que d'avoir de complexes systèmes de filtrage, le gouvernement s'appuie sur le coût élevé et la lenteur de l'accès à Internet pour restreindre l'accès à des contenus étrangers.
Les médias numériques commencent à jouer un rôle, notamment dans la diffusion de l'actualité. Malgré les restrictions, les Cubains peuvent se connecter à Internet dans les ambassades, les cafés Internet, à l'université, dans les hôtels, au travail. La diffusion de la téléphonie mobile est en hausse. Cuba a également vu une augmentation dans la communauté des blogueurs.
Selon un rapport de l'OONI de 2019, au moins 41 sites sont bloqués à Cuba. Le gouvernement crée des versions alternatives des principaux réseaux sociaux, ce qui permet d'en modérer le contenu.
Internet est bloqué à la suite des manifestations du 11 juillet 2021 à Cuba. Le rétablissement a lieu après trois jours et les réseaux sociaux restent bloqués.

### Contournement
Plusieurs techniques existent afin de contourner la censure, notamment la vente d'identifiants.
Un autre moyen de contourner la censure est le « Paquete » : l'échange de dispositifs de stockage, comme des clefs USB ou des disques durs externes, qui permettent l'introduction de séries télévisées, articles de presse internationale, musiques ou encore programmes informatiques. Les données circulent de façon illégale, avec la complaisance des autorités du moment qu'aucun contenu n'est politique ou pornographique. Une estimation de 2016 donne 5 millions d'utilisateurs du paquete hebdomadaire.
Un développeur signale en juin 2017 que l'échange d'applications mobiles entre personnes partageant la même borne WiFi est faite de façon massive, en utilisant notamment F-DROID. La plate-forme d'application Play Store est en effet soumise à l'embargo, et le coût de connexion à l'extérieur est fort élevé. La circulation des disques durs dans toute l'île se fait par l'intermédiaire des chauffeurs d'autobus.